# Hiroki Hattori
Hiroki Hattori (jap. 服部 浩紀 Hattori Hiroki; ur. 30 sierpnia 1971) – japoński piłkarz występujący na pozycji napastnika.

## Kariera klubowa
Od 1994 do 2003 roku występował w klubach Yokohama Flügels, Kawasaki Frontale, Shimizu S-Pulse, Albirex Niigata, Avispa Fukuoka i Sagan Tosu.